# Refuge Ledormeur
Le refuge Ledormeur ou refuge du Balaïtous est un refuge de montagne situé à 1 917 m d'altitude dans la val d'Azun, dépendant administrativement de la commune d'Arrens-Marsous dans le département des Hautes-Pyrénées en région Occitanie.

## Toponymie
Son nom vient de son bâtisseur, le pyrénéiste Georges Ledormeur qui le nomma refuge du Balaïtous avant qu'il soit renommé en son honneur.

## Localisation
Le refuge Ledormeur est situé au-dessus du Pla de Labassa sur un contrefort de l’arête Fouchoux, sur la voie du Balaïtous passant par le glacier de las Néous en vallée d'Arrens.

## Histoire
Ce refuge a été construit en 1926 sur les plans et la direction de Georges Ledormeur.

## Caractéristiques et informations
Il est situé au cœur du parc national des Pyrénées et fait partie d'une zone naturelle protégée, classée ZNIEFF de type 1 : Hautes vallées des gaves d’Arrens et de Labat de Bun
Le refuge est ouvert toute l’année, mais il n'est pas gardé. Il a une capacité de 12 places sur bas-flanc. Il possède une cheminée.

## Accès
Le refuge est accessible depuis Arrens-Marsous par la route départementale D 105 qui mène au lac du Tech puis au parking Maison du Parc national des Pyrénées qui jouxte la centrale électrique de Migouélou. Prendre le sentier vers le port de la Peyre Saint-Martin et après le lac de Suyen prendre la montée vers le refuge.

## Ascensions
Au départ du refuge Ledormeur on peut rejoindre dans le massif du Balaïtous au sud, à la frontière entre l'Espagne et la France, le pic du Balaïtous, l'aiguille d'Ussel, le pic central de Costérillou, la pointe de la Défaite et le pic Soulano.